# Evangelho segundo Lucas
Evangelho Segundo Lucas (em grego: Τὸ κατὰ Λουκᾶν εὐαγγέλιον; romaniz.: To kata Loukan euangelion), também conhecido por O Santo Evangelho Segundo Lucas ou Evangelho de São Lucas em algumas versões da Bíblia, é o terceiro dos quatro evangelhos canônicos. Ele relata a vida e o ministério de Jesus de Nazaré, detalhando a história dos acontecimentos de Seu nascimento até Sua Ascensão.
O autor é tradicionalmente identificado como Lucas, o evangelista. Certas histórias populares, como o Filho Pródigo e o Bom samaritano, são encontrados somente neste evangelho. A obra tem uma ênfase especial sobre a oração, a atividade do Espírito Santo, a alegria e o cuidado de Deus para com os pobres, as crianças e as mulheres. Lucas apresenta Jesus como o Filho de Deus, mas volta sua atenção especialmente para a humanidade d'Ele, com Sua compaixão para com os fracos, os aflitos e os marginalizados.
De acordo com o prefácio do livro, o propósito de Lucas é relatar o início do cristianismo, enquanto procura o significado teológico da história. O evangelista divide seu evangelho em três fases: a primeira termina com João Batista, a segunda consiste no ministério terrestre de Jesus e a terceira é a vida da igreja após a ressurreição de Cristo. O livro contém ao todo 24 capítulos, 24 parábolas e 21 milagres. O autor retrata o cristianismo como divino, respeitável, cumpridor da lei e internacional. Aqui, a compaixão de Jesus estende a todos os que estão necessitados, as mulheres são importantes entre os seus seguidores, os samaritanos desprezados são elogiados e os gentios são prometidos a oportunidade de aceitar o evangelho. Enquanto o Evangelho é escrito como uma narrativa histórica, muitos dos fatos retratados nele são baseados em tradições orais e anteriores aos quatro evangelhos canônicos. A mais moderna erudição crítica concluiu que Lucas usou o Evangelho de Marcos para a sua cronologia e uma hipotética fonte Q, que provavelmente continha muitos dos ensinamentos de Jesus. Lucas também pode ter utilizado registros escritos independentes. A erudição cristã tradicional tem datado a composição do evangelho para o início dos anos 60 d.C., enquanto a alta crítica data para décadas mais tarde do século I. Enquanto a visão tradicional de que o companheiro de Paulo, Lucas, foi o autor do terceiro Evangelho, um número de possíveis contradições entre Atos e as cartas de Paulo levam muitos estudiosos a duvidar disso. De acordo com Raymond E. Brown, não é impossível que Lucas foi o autor do Evangelho. Já Leon Morris afirma que não há nada no Evangelho de Lucas que coloque em xeque a visão tradicional da Igreja Primitiva. De acordo com a opinião da maioria, o autor é simplesmente desconhecido.
Os estudiosos da Bíblia estão em amplo consenso de que o autor do Evangelho de Lucas também escreveu o Atos dos Apóstolos. Muitos acreditam que o Evangelho de Lucas e os Atos dos Apóstolos originalmente constituíam uma obra de dois volumes, que os estudiosos chamam de Lucas-Atos.

## Composição
Tradicionalmente, a data de composição do Evangelho de Lucas é fixado antes dos eventos finais do livro de Atos, entre os anos 59 e 63 d.C.. O autor do Evangelho de Lucas reconhece a familiaridade com outros evangelhos anteriores (1:1). Embora o semitismo exista por todo livro, a obra foi composta em grego koiné. Tal como Marcos (mas ao contrário de Mateus), o público alvo é a população de gentios de língua grega, assegurando aos leitores que o cristianismo não era uma seita exclusivamente judaica, mas uma religião mundial.

### Evangelhos sinópticos
Os Evangelhos de Lucas, Mateus e Marcos (conhecidos como Evangelhos Sinópticos) apresentam um alto grau de semelhança em suas apresentações do ministério de Jesus. Eles incluem as mesmas histórias, muitas vezes na mesma sequência e às vezes exatamente com as mesmas palavras. A explicação mais aceita para essa semelhança é a hipótese das duas fontes, ou seja, Mateus e Lucas tomaram emprestados o Evangelho de Marcos e uma hipotética coleção escrita de ditos de Jesus, chamado de Q. Para a maioria dos estudiosos, a fonte Q foram coletadas para a formação de parte dos evangelhos de Lucas e Mateus, mas não são encontrados em Marcos.
Em The Four Gospels: A Study of Origins (1924), Burnett Hillman Streeter argumentou que uma outra fonte, chamada L e também hipotética, está por trás do material em Lucas que não tem paralelo em Marcos ou Mateus.

#### Evangelho de Marcos
A maioria dos estudiosos modernos concordam que Lucas usou o Evangelho de Marcos como uma de suas fontes. A compreensão de que Marcos foi o primeiro dos evangelhos sinópticos e que serviu de fonte para Mateus e Lucas é fundamental para os estudos da crítica moderna. O Evangelho de Marcos é curto e foi escrito em grego koiné (isto é, grego comum). Ele fornece uma cronologia geral do batismo de Jesus até o túmulo vazio. Lucas, entretanto, apresenta alguns dos eventos em uma ordem cronológica diferente de Marcos a fim de dar mais ênfase a determinado assunto.

#### Fonte Q

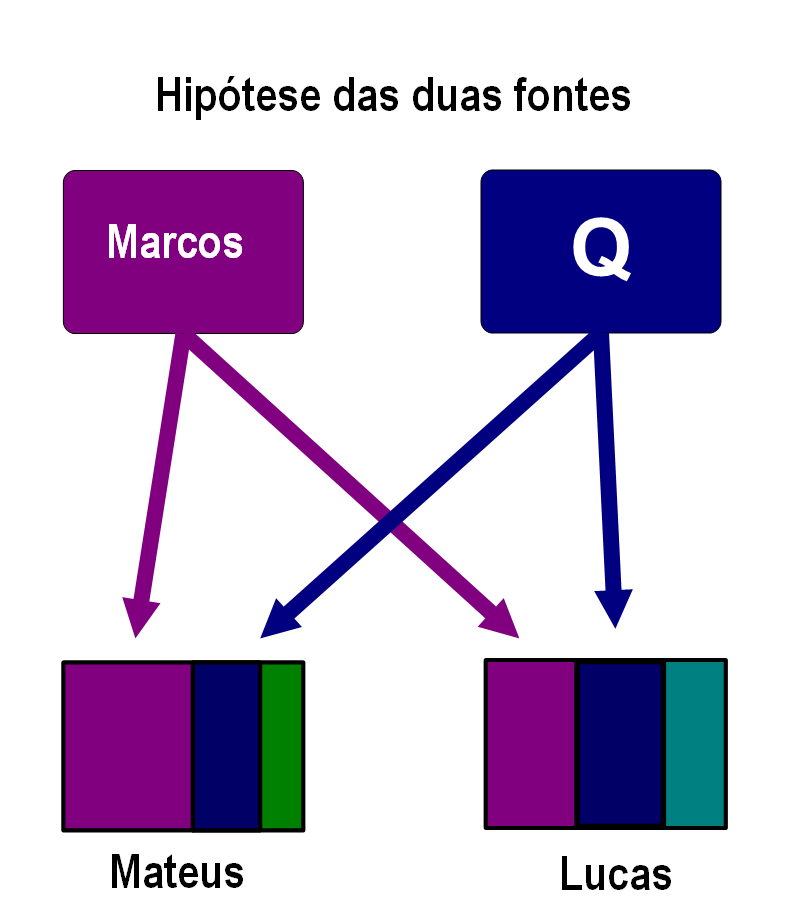
A maioria dos estudiosos modernos concordam que Lucas usou o Evangelho de Marcos como uma de suas fontes. Além disso, o Evangelista também usou Q como sua segunda fonte.

A maioria dos estudiosos acreditam que Lucas usou Q como sua segunda fonte. Q (Vem do alemão "Quelle" e significa "fonte") é uma coleção de ditos hipotéticos de Jesus. Na "hipótese das duas fontes," o documento Q explica onde os autores de Mateus e Lucas pegaram o material que os dois Evangelhos têm em comum, mas que não é encontrado em Marcos, como a oração do Senhor (Pai Nosso) e o Sermão do Monte. A existência de um importante documento com dizeres de Jesus e que não foi mencionado pelos Pais da Igreja Primitiva continua sendo um dos grandes enigmas da erudição bíblica moderna.

#### Evangelho de Mateus
Para o teólogo alemão Martin Hengel, Lucas também fez uso do Evangelho de Mateus ao compilar seu evangelho.

#### Fonte L
Para os estudiosos, o material exclusivo do Evangelho de Lucas derivam da fonte L, que é comumentemente aceita como proveniente da tradição oral cristã. Lucas aparentemente delineia um conjunto de histórias e ensinamentos do Cristianismo primitivo sobre Jesus e os incorpora no seu evangelho. O Magnificat, no qual Maria louva a Deus, é um desses elementos. As narrativas do nascimento de Jesus em Lucas e em Mateus parecem ser o mais recente componente desses dois Evangelhos. Lucas pode ter começado originalmente a partir de 3:1-7, com um prólogo adicionado.

### Grego Koiné
Os livros do Novo Testamento foram escritos em grego. O estilo de Lucas é o mais literário de todos eles. Graham Stanton avalia a abertura do Evangelho de Lucas como "a frase mais refinada de todo o período pós-clássico da literatura grega". Linguisticamente, o Evangelho de Lucas dividi-se em três seções. O prefácio (1:1-4), escrito num bom estilo clássico. O restante do capítulo 1 e o capítulo 2 têm um sabor nitidamente hebraico. É tão marcante que certo numero de estudiosos chegou à conclusão de que aqui temos uma tradução de um original em hebraico. A partir de 3:1, Lucas escreve num tipo de grego helenístico que relembra fortemente a Septuaginta, versão grega do Antigo Testamento.
O vocabulário é extensivo e Lucas utiliza 266 palavras (além dos nomes próprios) que não são achados noutras partes do Novo Testamento. O estilo do Evangelho constantemente lembra a septuaginta. As citações do Antigo Testamento de Lucas são comumente tiradas daquela versão, e normalmente o autor emprega as formas de nomes próprios achadas ali. Às vezes a linguagem de Lucas contém hebraísmos e, às vezes, aramaísmos. Além disso, sua linguagem é mais semítica nalguns trechos do que noutros. Esses fatos parecem melhor explicados como sendo a reflexão das fontes de Lucas.

### Autoria

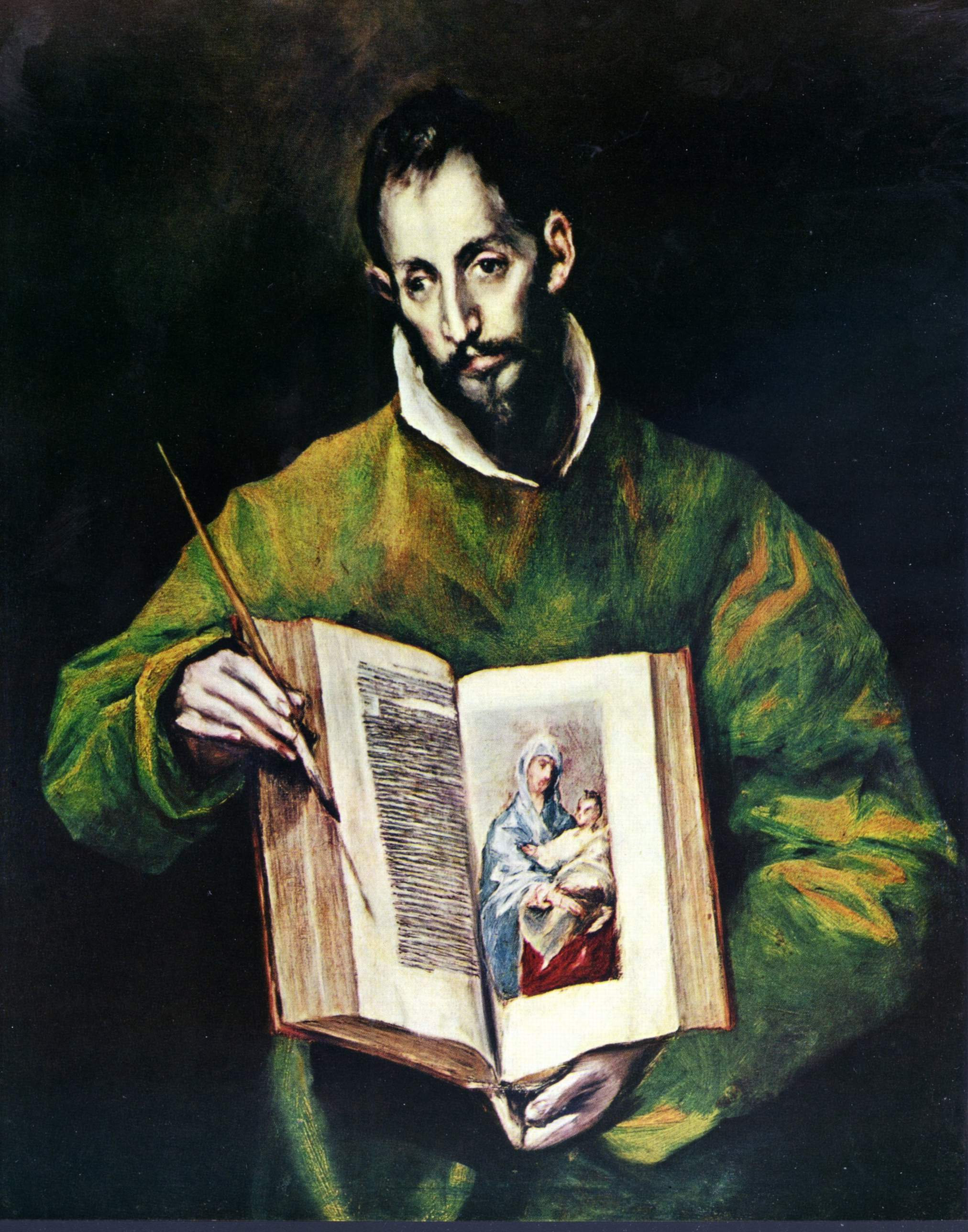
São Lucas Evangelista (1602-1605), El Greco, na Catedral de Toledo. Para a tradição, Lucas é considerado o autor do Evangelho de Lucas e dos Atos dos Apóstolos.

O escritor deste evangelho anônimo foi provavelmente um gentio cristão. Seja quem tiver sido o autor, ele foi uma pessoa muito bem educada, bem viajada, bem conectada com os eventos do mundo antigo, além de um prolixo leitor. Na época em que compôs o Evangelho, ele deve ter sido um autor altamente praticado e competente, sendo capaz de compor numa ampla variedade de formas literárias de acordo com as exigências do momento.
O Evangelho de Lucas e os Atos dos Apóstolos foram escritos pelo mesmo autor. A evidência mais direta vem do prefácios de cada livro. Ambos os prefácios foram dirigidas a Teófilo e o prefácio de Atos explicitamente faz referência ao «meu livro anterior sobre a vida de Jesus» (Atos 1:1). Além disso, há semelhanças linguísticas e teológicas entre as duas obras, sugerindo que elas têm um autor em comum. Ambos os livros contêm também interesses comuns e referências cruzadas, indicando que eles são do mesmo autor. Os estudiosos da Bíblia que consideram os dois livros como uma única obra em dois volumes, referem-se ao conjunto como Lucas-Atos.
As passagens de Atos na primeira pessoa do plural é usado como evidência do autor ser um companheiro de Paulo. A tradição diz que o texto foi escrito por Lucas, companheiro de Paulo e nomeado em Colossenses 4:14. Os Pais da Igreja, o testemunho do Cânone Muratori, Irineu (170 d.C.), Clemente de Alexandria, Orígenes e Tertuliano sustentavam que o Evangelho de Lucas foi escrito por Lucas. Um dos mais antigos manuscritos do Evangelho, P75 (200 d.C.), traz a atribuição "o Evangelho segundo São Lucas". No entanto, um outro manuscrito, o P4, datado de um período próximo, não têm atribuição sobrevivente de autoria.

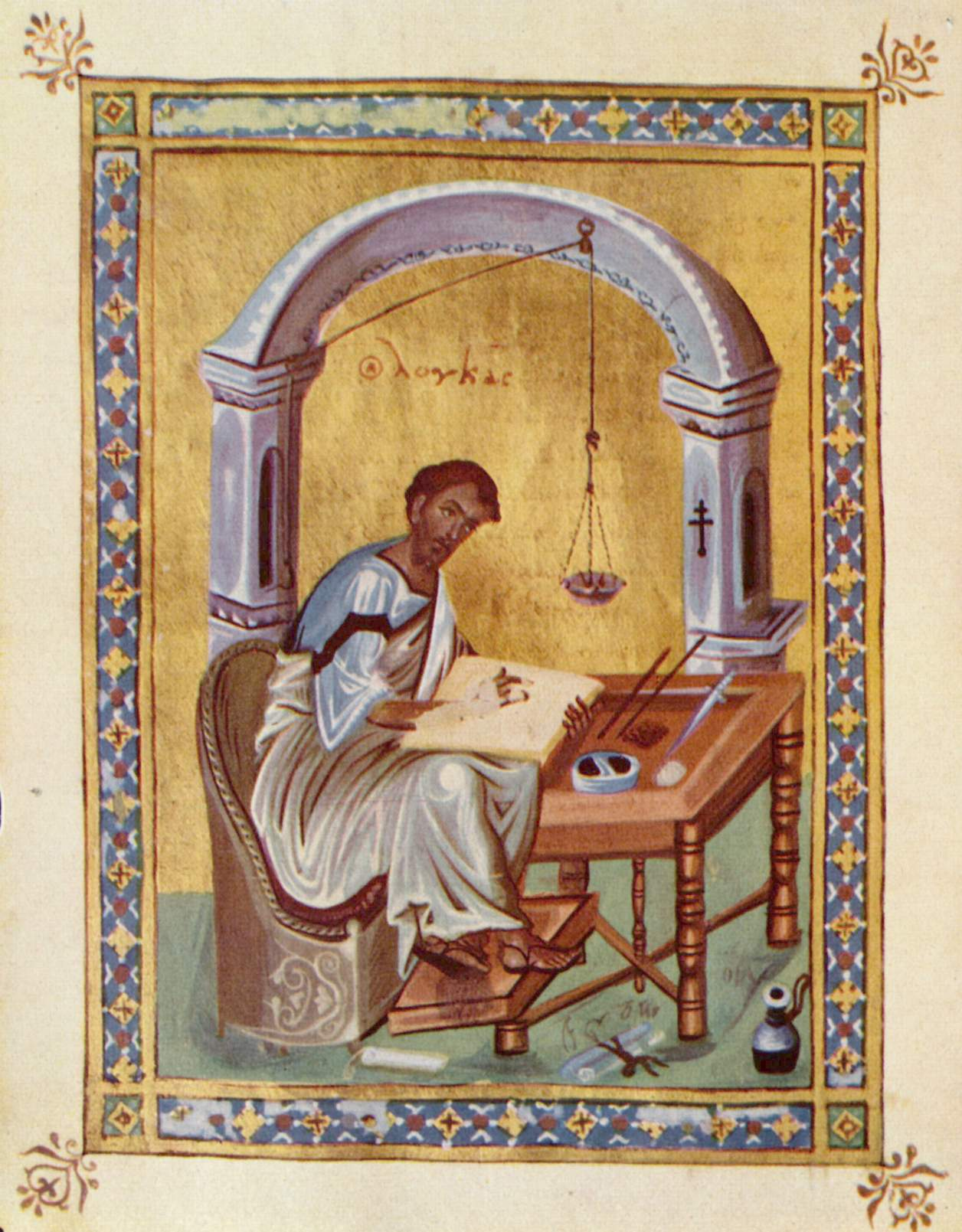
Lucas escrevendo seu Evangelho. Ilustração bizantina do século X

De acordo com a opinião majoritária, as provas de que Lucas não é o autor do Evangelho e sim um gentio desconhecido são fortes. Eles acham que o autor é um cristão gentio desconhecido. Para eles, o livro de Atos contradiz as cartas de Paulo em muitos pontos, como a segunda viagem de Paulo a Jerusalém para o Concílio de Jerusalém. Paulo colocado ênfase na morte de Jesus, enquanto o autor de Lucas enfatiza o sofrimento de Jesus. Além disso, há para eles diferenças escatológicas e uma visão distinta de ambos sobre a Lei. Paulo descreveu Lucas como "o médico amado ", o que levou W. K. Hobart a afirmar em 1882 que o vocabulário usado em Lucas-Atos sugere que o autor pode ter tido formação médica. No entanto, esta afirmação foi contrariada por um influente estudo de H. J. Cadbury em 1926, e desde então tem sido abandonado. Acredita-se hoje que a linguagem da obra reflete apenas a educação grega comum, pois os médicos empregavam uma linguagem parecida com a de outras pessoas.
A visão tradicional sobre a autoria de Lucas, no entanto, é defendida por muitos estudiosos importantes. De acordo com Raymond Brown "não é impossível" que eles estejam certos. Oscar Cullmann afirma que não se tem razões válidas para duvidar que o autor é Lucas, o companheiro de Paulo. Uma vez que Lucas não era um personagem proeminente na Igreja Primitiva, não há nenhuma razão óbvia para atribuir a uma figura secundária uma parte considerável do Novo Testamento, a menos que ele de fato tenha sido o autor. Se Lucas foi apenas um companheiro de Paulo, e em algum momento depois da morte do apóstolo idealizou escrever um evangelho, é algo que poderia explicar as diferenças entre Atos e as cartas de Paulo. Além disso, a grande distância entre o Paulo de Atos e o Paulo das epístolas imaginada por um número tão grande de estudiosos é, na verdade, uma distância entre uma descrição distorcida do Paulo supostamente autêntico e uma interpretação unilateral do Paulo de Atos.

### Data da redação

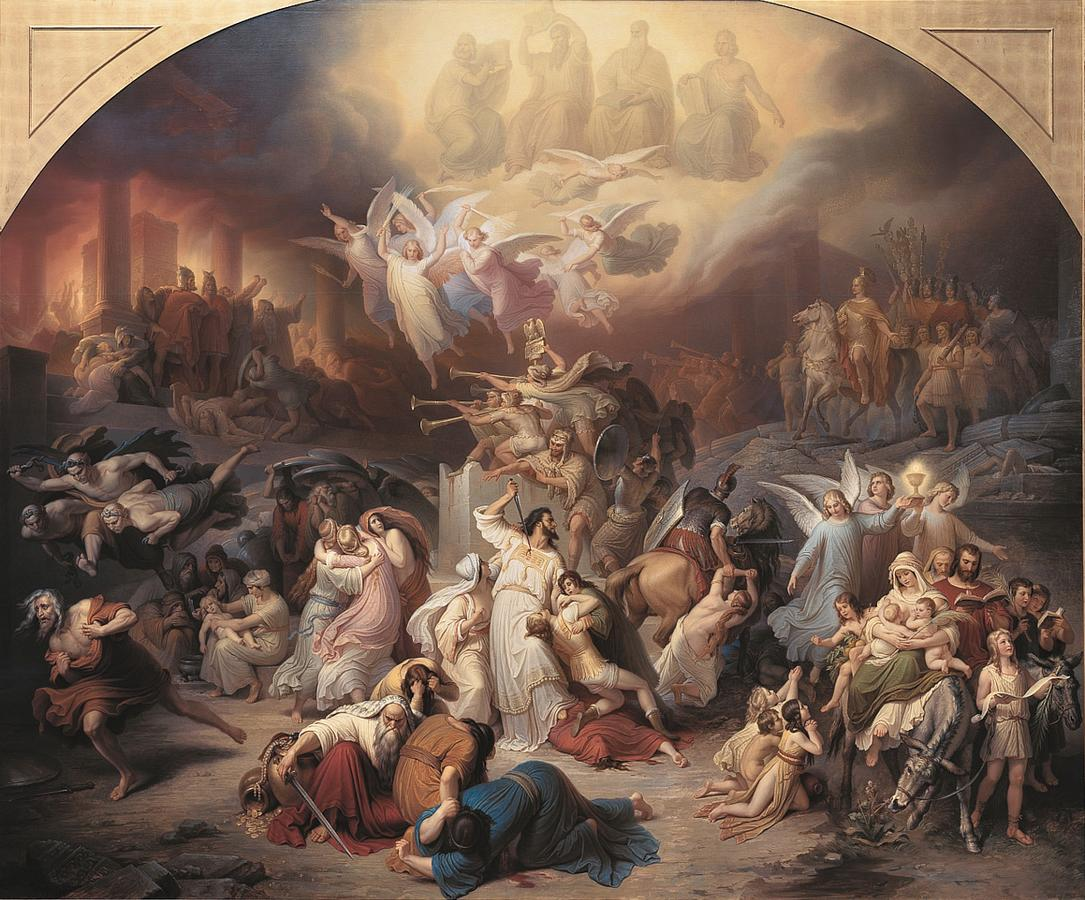
Tito destrói Jerusalém, por Wilhelm von Kaulbach, Nova Pinacoteca, Munique.

A data da redação deste Evangelho é incerta. A maioria dos estudiosos críticos colocam o Evangelho entre 80-90, embora muitos defendam uma data entre 60-65.

#### Antes de 70 d.C.
Uma minoria de eruditos põe a redação do Evangelho entre 37 e 61 d.C., sugerindo que o endereço de Lucas para o "excelentíssimo Teófilo", pode ser uma referência ao Sumo Sacerdote de Israel entre 37 e 41 d.C., Theophilus ben Ananus. Para esses estudiosos, o livro de Atos dos Apóstolos foi escrito por volta do final do primeiro cativeiro de Paulo, entre 62 e 63 d.C.. Por isso, o Evangelho de Lucas deve ter sido escrito antes.
Lucas 3:1 seria um indicio que este evangelho teria sido escrito antes da Guerra Judaica (66-70). Depois dessa guerra não haveria motivos para mencionar Lisânias, cuja tetrarquia teria sido doada a Herodes Agripa pelo imperador Cláudio.
Como o Evangelho foi escrito antes de Atos dos Apóstolos, os estudos de Donald Guthrie apontam que Lucas poderia ter coletado grande parte de seu material exclusivo durante os dois anos da prisão de Paulo em Cesareia Marítima (costa norte de Israel, ao sul da atual Jafa), que era então prisioneiro dos romanos. Essa prisão deve ser datada para os anos 57-59. Nessa caso, a redação do Evangelho de Lucas aconteceu ou durante esse período ou logo depois. Esses estudiosos também colocam o Evangelho de Marcos antes da Destruição do Templo de Jerusalém pelos Romanos, em 70 d.C.. No entanto, Guthrie observa que grande parte das provas para datar o terceiro Evangelho em qualquer ponto é baseado em conjecturas.

#### Entre 75-100 d.C.
A maioria dos estudiosos contemporâneos consideram Marcos como fonte usada por Lucas (ver: Primazia de Marcos). Se é verdade que Marcos foi escrito em torno da destruição de Jerusalém, cerca de 70, eles acreditam que Lucas não teria sido escrito antes de 70. Alguns que tomam este ponto de vista acreditam que a previsão profética de Lucas da destruição do Templo de Jerusalém não poderia ser o resultado de uma profecia de Jesus sobre o futuro. Eles afirmam que a discussão em Lucas Lucas 21:5 - 30 é específica o suficiente (mais específica que Marcos ou Mateus) para comprovar uma data depois de 70. Esses estudiosos têm sugerido datas para Lucas desde 75 até 100.
A base para uma data posterior vem de uma série de razões. Diferenças de cronologia, estilo e teologia sugerem que o autor de Lucas-Atos não estava familiarizado com a teologia distintiva de Paulo, mas estava escrevendo uma década ou mais depois de sua morte, pelo qual vários pontos de harmonização significativa entre diferentes tradições dentro cristianismo primitivo já tinham ocorrido. Além disso, Lucas-Atos tem pontos de vista sobre a natureza divina de Jesus, o fim dos tempos e salvação que são semelhantes à aqueles encontrados nas epístolas pastorais, que são muitas vezes vistos como pseudônimo, possuindo uma data mais tarde do que as incontestáveis Epístolas Paulinas.
Alguns estudiosos do Jesus Seminar argumentam que as narrativas do nascimento de Lucas e Mateus são um desenvolvimento tardio do evangelho. Dessa forma, Lucas poderia ter começado originalmente em Lucas 3:1 com João Batista.
O terminus ad quem (última data possível) do Evangelho de Lucas estaria no final do século I, já que os primeiros manuscritos contém porções de Lucas (século II/início do século III) e vários Pais da igreja e obras cristãs do final do século I fazem referência a esse Evangelho. O trabalho se reflete na Didaquê, nos escritos gnósticos de Basilides e Valentinus, na apologética da Igreja de Justino Mártir, além de ter sido usada por Marcião.
Estudiosos do Cristianismo primitivo, como Donald Guthrie, afirmam que esse Evangelho foi provavelmente muito conhecido antes do final do século I, sendo plenamente reconhecido na primeira parte do século II. Já Helmut Koester afirma que, além de Marcião, "não há evidência certas para seu uso," antes de 150 d.C.. Nos meados do século II, uma versão editada do Evangelho de Lucas foi o único evangelho aceito por Marcião, um herege que rejeitou a conexão do Cristianismo com as escrituras judaicas (ver: Evangelho de Marcião).

### Destinatário e propósito
O Evangelho de Lucas é especificamente endereçado a Teófilo (Lucas 1:3), cujo nome significa "aquele que ama a Deus". A maneira mais natural de entender a expressão é que Teófilo é uma pessoa de verdade e o mecenas de Lucas, provavelmente pagando os custos da publicação do livro, sendo por isso a ele dirigido. O adjetivo "excelentíssimo" significa que Teófilo era uma pessoa de posição.
Teófilo, no entanto, era mais que um publicador. A mensagem desse evangelho visava à instrução não só daqueles entre os quais o livro circularia, mas também dele próprio (Lucas 1:4). Pensa-se que, como Marcos (e ao contrário de Mateus), o público-alvo do Evangelho de Lucas são os gentios. O fato do evangelho ser dirigido a Teófilo não reduz nem limita seu propósito.
O livro foi escrito para fortalecer a fé de todos os crentes e para reagir aos ataques dos incrédulos. Foi apresentado para substituir relatórios desconexos e infundados a respeito de Jesus. Lucas queria demonstrar que o lugar ocupado pelo gentio convertido no reino de Deus basei-se nos ensinos de Jesus. Queria recomendar a pregação do evangelho ao mundo inteiro.

## Conteúdo
| \| Introdução formal - Prefácio para Teófilo (1:1-4) O nascimento de Jesus e Sua infância - Pais de João Batista (1:5-25) - Anunciação(1:26-45) - Magnificat (1:46-56) - João Batista (1:57-80; 3:1-20; 7:18-35; 9:7-9) - Benedictus (1:68-79) - Censo de Quirino (2:1-5) - Nascimento de Jesus (2:6-7) - Anunciação aos pastores (2:8-15) - Adoração dos Pastores (2:16-20) - Circuncisão de Jesus (2:21-40) - Nunc dimittis (2:29-32) - Jesus entre os doutores (2:41-52) Batismo e tentação de Jesus - Batismo (3:21-22) - Genealogia (3:23-38) - Tentação (4:1-13) \| O ministério de Jesus na Galileia - Boas Novas (4:14-15) - Rejeição em Nazaré (4:16-30) - Exorcismo na sinagoga em Cafarnaum (4:31-44) - Pesca milagrosa (5:1-11) - Jesus curando o leproso (5:12-16) - Jesus curando o paralítico em Cafarnaum (5:17-26) - Vocação de Mateus (5:27-32) - Sobre o jejum (5:33-35) - Vinho novo em odres velhos (5:36-39) - Senhor do sábado (6:1-5) - Homem com mão atrofiada (6:6-11) - Comissão dos Doze (6:12-16; 9:1-6, 22:24-30) - Sermão da Planície (6:17-49) - Servo do centurião (7.1-10) - Jovem de Naim (7:11-17) - Unção de Maria (7:36-50) - Mulheres companheiras de Jesus (8:1-3) - Parábola do Semeador (8:4-8,11-15) - Propósito das parábolas (8:9-10) - Parábola da Lâmpada Debaixo do Alqueire (8:16-18; 11:33) - Verdadeiros parentes de Jesus (8:19-21) - Jesus acalmando a tempestade (8:22-25) - Demônio chamado Legião (8:26-39) - Filha de Jairo e a Jesus curando a mulher do fluxo de sangue (8:40-56) - Alimentação dos cinco mil (9:10-17) - A confissão de Pedro (9:18-20) - Filho do homem (9:21-25, 44-45, 57-58; 18:31-34) - Retorno do Filho do Homem (9:26-27) - Transfiguração de Jesus (9:28-36) - Cura de um menino endemoniado (9:37-43) - As crianças (9:46-48) - Quem é por nós não é contra nós (9:49-50) \| Ensinamento de Jesus durante a viagem à Jerusalém - Na estrada para Jerusalém (9:51) - Rejeição samaritana (9:52-56) - Deixem os mortos sepultar os mortos (9:59-60) - Não olhem para trás (9:61-62) - Comissão dos Setenta (10:1-12,10:16-20) - Ai de Corazim, de Betsaida e de Cafarnaum (10:13-15) - Louvando o Pai (10:21-24) - O Grande Mandamento (10:25-28) - Parábola do Bom Samaritano (10:29-37) - Visita a Marta e a Maria (10:38-42) - Oração do Senhor (11:1-4) - O Amigo Importuno (11:5-13) - Homem Cego-mudo(11:14-19) - O dedo de Deus (11:20) - Parábola do Homem Valente (11:21-22) - Aqueles que não estão comigo estão contra mim (11:23) - Retorno do espírito imundo (11:24-26) - Aqueles que ouvem a palavra e a praticam (11:27-28) - Sinal de Jonas (11:29-32) - Candeia do corpo (11:34-36) - Hipocrisia dos fariseus (11:37-54) - Advertências e motivações (12:1-3) - Medo (12:4-7) - Pecado imperdoável (12:8-12) - Herança disputada (12:13-15) - Parábola do Rico Insensato (12:13-21) - Olhai os lírios no campo (12:22-34) - Vendendo os bens (12:33-34) - Parábola do Servo Fiel (12:35-48) - Não vim trazer a paz, mas a espada (12:49-53; paralelo em Contando o custo, em 14:25-27) - Saber os tempos (12:54-56) - Resolver com seu acusador (12:57-59) - Torre de Siloé (13:1-5) - A figueira estéril (13:6-9) - A mulher enferma (13:10-17) - Parábolas do Grão de Mostarda e do fermento (13:18-21) - A Porta Estreita (13:22-30) - Lamento sobre Jerusalém (13:31-35) - Homem com hidropisia (14:1-6) - Parábolas do grande banquete, Contando o Custo, ovelha perdida, moeda perdida, Filho pródigo e do mordomo infiel (14:7-16:13) - A Lei e o Reino (16:14-17) - Sobre o divórcio (16:18) - Parábola do Rico e Lázaro (16:19-31) - Lições sobre fé (17:1-6) - O Mestre e o Servo (17:7-10) - Cura dos dez leprosos (17:11-19) - O Reino de Deus (17:20-37) - Parábolas do juiz injusto e do fariseu e o publicano (18:1-14) - Crianças (18:15-17) - Jesus e o jovem rico (18:18-30) - Jesus profetiza a sua morte (18:31-34) - Cego de Jericó (18:35-43) - Jesus e Zaqueu (19:1-10) - Parábola dos Talentos (19:11-27) \| Conflitos de Jesus em Jerusalém, crucificação e ressurreição - Entrada triunfal de Jesus em Jerusalém (19:28-44) - Incidente no Templo (19:45-20:08) - Parábola dos Lavradores Maus (20:9-19) - Dai a César... (20:20-26) - Ressurreição dos mortos (20:27-40) - É o Messias, filho de Davi? (20:41-44) - Denúncia dos Escribas (20:45-47) - Lição da oferta da viúva pobre (21:1-4) - Discurso do Monte das Oliveiras (21:5-38) - Plano para matar Jesus (22:1-6) - Última Ceia (22:7-23) - Negação de Pedro (22:31-34, 55-62) - Vender a capa e comprar uma espada (22:35-38) - Prisão (22:39-54) - Diante do Sumo Sacerdote (22:63-71) - Diante de Pilatos (23.1-5, 13-25) - Diante de Herodes Antipas (23:6-12) - Crucifixão de Jesus (23:26-49) - Sepultamento de Jesus (23:50-56) - Ressurreição de Jesus (Túmulo vazio) (24:1-12) - Aparições de Jesus após a ressurreição (24:13-43) - Grande Comissão (24:44-49) - Ascensão de Jesus (24:50-53) \| | | | |
| Introdução formal - Prefácio para Teófilo (1:1-4) O nascimento de Jesus e Sua infância - Pais de João Batista (1:5-25) - Anunciação(1:26-45) - Magnificat (1:46-56) - João Batista (1:57-80; 3:1-20; 7:18-35; 9:7-9) - Benedictus (1:68-79) - Censo de Quirino (2:1-5) - Nascimento de Jesus (2:6-7) - Anunciação aos pastores (2:8-15) - Adoração dos Pastores (2:16-20) - Circuncisão de Jesus (2:21-40) - Nunc dimittis (2:29-32) - Jesus entre os doutores (2:41-52) Batismo e tentação de Jesus - Batismo (3:21-22) - Genealogia (3:23-38) - Tentação (4:1-13) | O ministério de Jesus na Galileia - Boas Novas (4:14-15) - Rejeição em Nazaré (4:16-30) - Exorcismo na sinagoga em Cafarnaum (4:31-44) - Pesca milagrosa (5:1-11) - Jesus curando o leproso (5:12-16) - Jesus curando o paralítico em Cafarnaum (5:17-26) - Vocação de Mateus (5:27-32) - Sobre o jejum (5:33-35) - Vinho novo em odres velhos (5:36-39) - Senhor do sábado (6:1-5) - Homem com mão atrofiada (6:6-11) - Comissão dos Doze (6:12-16; 9:1-6, 22:24-30) - Sermão da Planície (6:17-49) - Servo do centurião (7.1-10) - Jovem de Naim (7:11-17) - Unção de Maria (7:36-50) - Mulheres companheiras de Jesus (8:1-3) - Parábola do Semeador (8:4-8,11-15) - Propósito das parábolas (8:9-10) - Parábola da Lâmpada Debaixo do Alqueire (8:16-18; 11:33) - Verdadeiros parentes de Jesus (8:19-21) - Jesus acalmando a tempestade (8:22-25) - Demônio chamado Legião (8:26-39) - Filha de Jairo e a Jesus curando a mulher do fluxo de sangue (8:40-56) - Alimentação dos cinco mil (9:10-17) - A confissão de Pedro (9:18-20) - Filho do homem (9:21-25, 44-45, 57-58; 18:31-34) - Retorno do Filho do Homem (9:26-27) - Transfiguração de Jesus (9:28-36) - Cura de um menino endemoniado (9:37-43) - As crianças (9:46-48) - Quem é por nós não é contra nós (9:49-50) | Ensinamento de Jesus durante a viagem à Jerusalém - Na estrada para Jerusalém (9:51) - Rejeição samaritana (9:52-56) - Deixem os mortos sepultar os mortos (9:59-60) - Não olhem para trás (9:61-62) - Comissão dos Setenta (10:1-12,10:16-20) - Ai de Corazim, de Betsaida e de Cafarnaum (10:13-15) - Louvando o Pai (10:21-24) - O Grande Mandamento (10:25-28) - Parábola do Bom Samaritano (10:29-37) - Visita a Marta e a Maria (10:38-42) - Oração do Senhor (11:1-4) - O Amigo Importuno (11:5-13) - Homem Cego-mudo(11:14-19) - O dedo de Deus (11:20) - Parábola do Homem Valente (11:21-22) - Aqueles que não estão comigo estão contra mim (11:23) - Retorno do espírito imundo (11:24-26) - Aqueles que ouvem a palavra e a praticam (11:27-28) - Sinal de Jonas (11:29-32) - Candeia do corpo (11:34-36) - Hipocrisia dos fariseus (11:37-54) - Advertências e motivações (12:1-3) - Medo (12:4-7) - Pecado imperdoável (12:8-12) - Herança disputada (12:13-15) - Parábola do Rico Insensato (12:13-21) - Olhai os lírios no campo (12:22-34) - Vendendo os bens (12:33-34) - Parábola do Servo Fiel (12:35-48) - Não vim trazer a paz, mas a espada (12:49-53; paralelo em Contando o custo, em 14:25-27) - Saber os tempos (12:54-56) - Resolver com seu acusador (12:57-59) - Torre de Siloé (13:1-5) - A figueira estéril (13:6-9) - A mulher enferma (13:10-17) - Parábolas do Grão de Mostarda e do fermento (13:18-21) - A Porta Estreita (13:22-30) - Lamento sobre Jerusalém (13:31-35) - Homem com hidropisia (14:1-6) - Parábolas do grande banquete, Contando o Custo, ovelha perdida, moeda perdida, Filho pródigo e do mordomo infiel (14:7-16:13) - A Lei e o Reino (16:14-17) - Sobre o divórcio (16:18) - Parábola do Rico e Lázaro (16:19-31) - Lições sobre fé (17:1-6) - O Mestre e o Servo (17:7-10) - Cura dos dez leprosos (17:11-19) - O Reino de Deus (17:20-37) - Parábolas do juiz injusto e do fariseu e o publicano (18:1-14) - Crianças (18:15-17) - Jesus e o jovem rico (18:18-30) - Jesus profetiza a sua morte (18:31-34) - Cego de Jericó (18:35-43) - Jesus e Zaqueu (19:1-10) - Parábola dos Talentos (19:11-27) | Conflitos de Jesus em Jerusalém, crucificação e ressurreição - Entrada triunfal de Jesus em Jerusalém (19:28-44) - Incidente no Templo (19:45-20:08) - Parábola dos Lavradores Maus (20:9-19) - Dai a César... (20:20-26) - Ressurreição dos mortos (20:27-40) - É o Messias, filho de Davi? (20:41-44) - Denúncia dos Escribas (20:45-47) - Lição da oferta da viúva pobre (21:1-4) - Discurso do Monte das Oliveiras (21:5-38) - Plano para matar Jesus (22:1-6) - Última Ceia (22:7-23) - Negação de Pedro (22:31-34, 55-62) - Vender a capa e comprar uma espada (22:35-38) - Prisão (22:39-54) - Diante do Sumo Sacerdote (22:63-71) - Diante de Pilatos (23.1-5, 13-25) - Diante de Herodes Antipas (23:6-12) - Crucifixão de Jesus (23:26-49) - Sepultamento de Jesus (23:50-56) - Ressurreição de Jesus (Túmulo vazio) (24:1-12) - Aparições de Jesus após a ressurreição (24:13-43) - Grande Comissão (24:44-49) - Ascensão de Jesus (24:50-53) |

## Resumo do Conteúdo

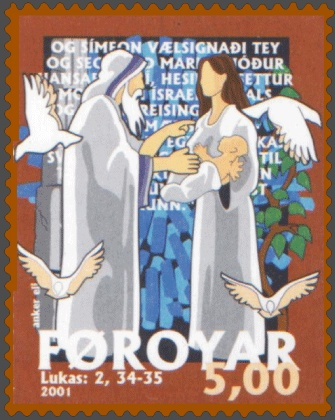
Selo das Ilhas Faroe de 2011 representando Lucas 2, 34,-35

O Evangelho de Lucas narra a história do nascimento milagroso de Jesus, bem como seu ministério de curas e suas parábolas, sua paixão, ressurreição e ascensão. O estudioso cristão Donald Guthrie afirma que o livro de Lucas "é cheio de histórias magníficas, deixando o leitor com uma profunda impressão da personalidade e dos ensinamentos de Jesus".

### Introdução
Lucas é o único evangelho com uma introdução formal, no qual ele explica sua metodologia e seu propósito. No prefácio, o evangelista afirma que:
| “ | ...muitos já se dedicaram a elaborar um relato dos fatos que se cumpriram entre nós, conforme nos foram transmitidos por aqueles que desde o início foram testemunhas oculares e servos da palavra. | ” |

O autor acrescenta que ele também deseja compor um relato ordenado para Teófilo a fim de que seu destinatário "tenha certeza das coisas que te foram ensinadas"

### Narrativas do nascimento e genealogia
Como Evangelho de Mateus, Lucas relata a Genealogia de Jesus, seu nascimento virginal e a Anunciação. Ao contrário de Mateus, que traça a linhagem de Jesus através da linhagem de Davi e Abraão a fim de apelar para sua audiência judaica, em Lucas o evangelista traça a linhagem de Jesus até Adão, indicando um sentido universal da salvação. A narrativa de Lucas sobre o Nascimento de Jesus apresenta a conhecida história de Natal em que Maria e José viajam à Belém para um censo. O Jesus recém-nascido é colocado em uma manjedoura, ao mesmo tempo em que os anjos proclamam o nascimento do salvador aos pastores, que vão adorá-lo. Também é exclusivo do Evangelho de Lucas a história do Nascimento de João Batista e os três cânticos (incluindo o Magnificat), bem como a única história da infância de Jesus

### Milagres e parábolas
Lucas enfatiza os milagres de Jesus, contando 20 no total, quatro dos quais são únicos. Como Mateus, Lucas inclui palavras importantes a partir da fonte Q, tais como as bem-aventuranças. No entanto, a versão de Lucas das bem-aventuranças difere da de Mateus. De acordo com os estudiosos, a versão de Lucas parece mais perto da fonte Q. Várias das parábolas mais memoráveis de Jesus são exclusivas de Lucas, como a do Bom Samaritano, do Mordomo Infiel e a Parábola do Filho Pródigo.

### Papel da mulher
Mais do que os outros evangelhos, Lucas se concentra no importante papel que as mulheres exerceram no ministério de Jesus, tais como Maria Madalena, Marta e Maria de Betânia. O Evangelho de Lucas é o único Evangelho que contém a anunciação do nascimento de Jesus a Maria Santíssima, sua mãe (Lucas 1:26 - 38). Em comparação com os outros evangelhos canônicos, Lucas dedica uma atenção muito maior para as mulheres. O Evangelho de Lucas traz personagens mais femininas, características de uma profetisa do sexo feminino (Lucas 2:36) e os detalhes da experiência da gravidez (Lucas 1:41 - 42). Discussão de destaque são dadas à vida de Isabel, a mãe de João Batista e de Maria, a mãe de Jesus (Lucas 2:1 - 51).

### A Última Ceia
Lucas é o único evangelho que trata a Última Ceia da forma como Paulo faz, com o estabelecimento de uma liturgia a ser repetida por seus seguidores. De acordo com Geza Vermes, Paulo deve ser considerada a principal fonte para essa interpretação, porque ele diz ter recebido essa percepção da revelação direta em vez dos outros apóstolos. Os versos em questão não são encontrados em certos manuscritos mais antigos, e Bart D. Ehrman conclui que eles foram adicionados a fim de apoiar o tema da morte expiatória de Jesus - um tema encontrado em Marcos, mas que o evangelista Lucas excluiu do original. Entretanto, a crítica textual considera que Lucas 22:19 - 20 são autênticas. O relato de Lucas é inusitado por causa da menção ao cálice em primeiro lugar, seguindo a tradicional sequência pão/cálice. Daí a confusão de alguns escribas terem omitido essa parte do Evangelho.

### Crucificação
São Lucas enfatiza que Jesus não havia cometido nenhum crime contra Roma, sendo sua inocência confirmada por Herodes, Pilatos, e o ladrão crucificado com Jesus. É possível que o autor de Lucas estava tentando ganhar o respeito das autoridades romanas para o benefício da Igreja, sublinhando a inocência de Jesus. Além disso, Lucas minimiza o envolvimento romano na execução de Jesus, colocando a responsabilidade maior sobre os judeus. Craig Evans afirma que Lucas colocou os judeus como os principais responsáveis pela morte de Jesus a fim de dar sentido à morte do Messias pela nação israelita - como profetizada no Antigo Testamento. Nesse sentido, seria simplista aplicar a Lucas o rótulo de anti-semita. Na narrativa de Lucas da Paixão, Jesus ora para que Deus perdoe aqueles que o estavam crucificando; e garante a um dos ladrões crucificados ao seu lado que estaria no Paraíso.

### Ressurreição e Aparições

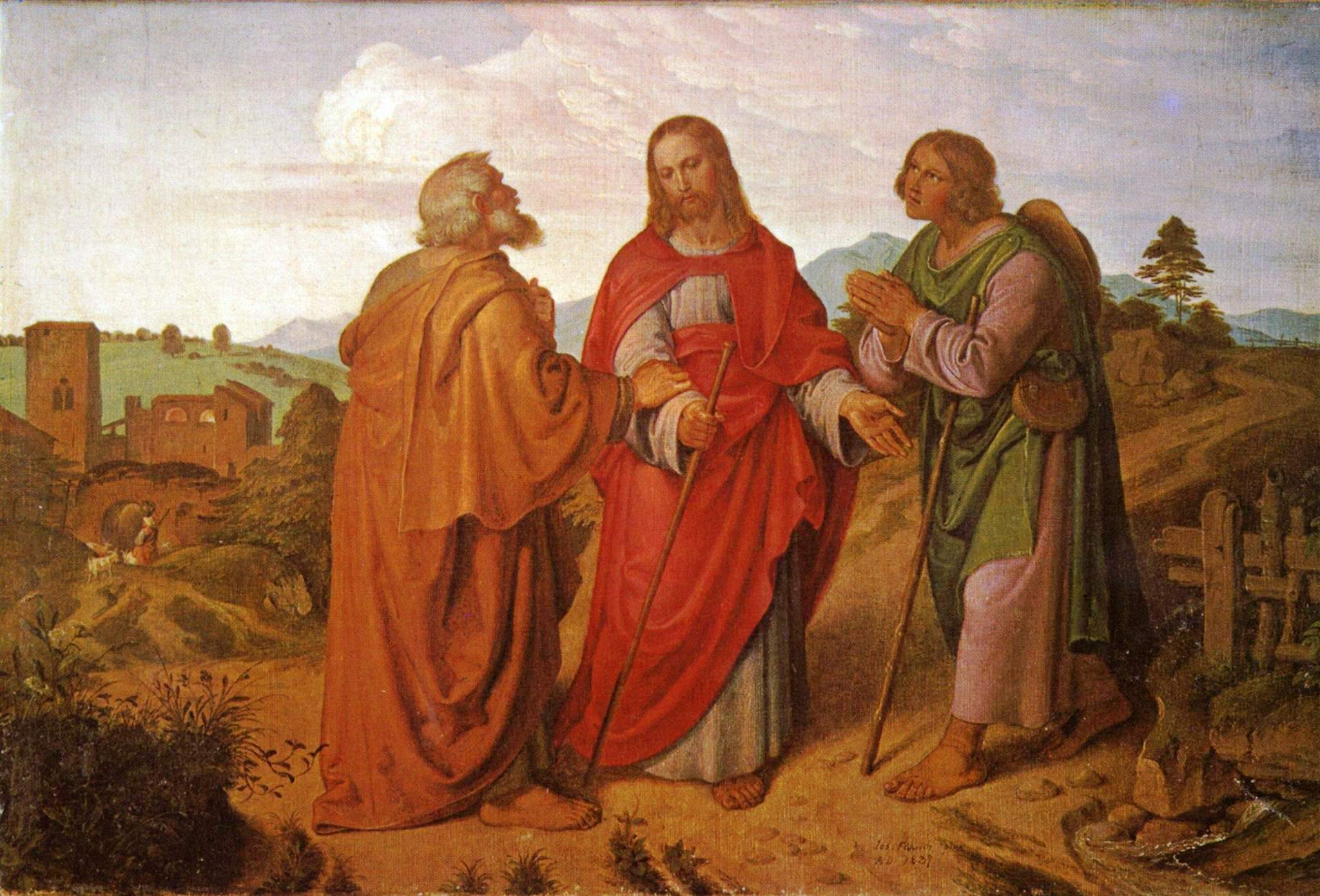
Caminho para Emaús, pintado por Joseph von Führich

A versão de Lucas difere daquelas apresentadas em Marcos e em Mateus. Lucas conta a história de dois discípulos na estrada de Emaús, e (como em João) Jesus aparece aos Onze e demonstra que ele é carne e sangue, e não um espírito. Alguns estudiosos sugerem que por ter escrito "carne e sangue" como propriedades do corpo ressuscitado de Jesus, Lucas estaria fazendo uma apologia contra a hipótese docética ou o ponto de vista gnóstica sobre o corpo ressuscitado de Cristo, ou ainda a teoria que os discípulos tinham apenas visto um fantasma. No entanto, estudioso Daniel A. Smith escreve que Lucas estava provavelmente mais preocupado com os cristãos primitivos que acreditavam que a ressurreição era algo meramente "espiritual", sem ter ocorrido uma transformação do corpo natural. Jesus comissiona (Grande Comissão) os discípulos para levarem sua mensagem a todas as nações, colocando o cristianismo como uma religião universal. O livro de Atos dos Apóstolos, também escrito pelo autor do Evangelho de Lucas e direcionado a Teófilo, declara que "Jesus apresentou-se a eles e deu-lhes muitas provas indiscutíveis de que estava vivo. Apareceu-lhes por um período de 40 dias" Atos 1:3.
A narração detalhada do Caminho de Emaús se encontra em Lucas 24:13-32 e é considerada um dos melhores desenhos de uma cena bíblica do Evangelho de Lucas.

## Manuscritos

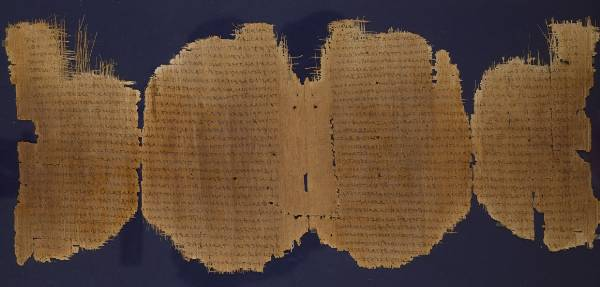
P^{45}. Fólios 13-14 com parte do Evangelho de Lucas

Os primeiros manuscritos do Evangelho de Lucas são três grandes papiros fragmentos que datam do final do século II ou início do século III. P4 é provavelmente o mais antigo, datando do século II. P75 é datada entre o final do século II e o início do século III. Finalmente, P45 (meados do século III) contém uma parte de todos os quatro Evangelhos. Além desses grandes papiros, há 6 outros papiros (P3, P7, P42, P69, P82 e P97) que datam entre os séculos III e VIII e que contêm pequenas porções do Evangelho de Lucas. As cópias iniciais, bem como as primeiras cópias do livro de Atos, datam depois que o Evangelho foi separado do livro de Atos.
O Codex Sinaiticus, Vaticanus e os códices da Bíblia grega do século IV, são os mais antigos manuscritos que contêm o texto completo de Lucas. O Codex Bezae, pertencente provavelmente ao século V, é um Texto-tipo Ocidental que contém versões do Evangelho de Lucas em grego e em latim.

### Variantes Textuais
Tanto no livro de Lucas quanto em Atos existem diferenças importantes no denominado Texto-tipo Ocidental, cujos principais representantes são o Códice de Beza (D) e os manuscritos da Antiga Versão Latina. No entanto, não há motivos para duvidar que temos o texto de Lucas substancialmente como foi escrito. Ainda há algumas incertezas sobre algumas formas textuais, mas há considerável concordância quanto à maioria.

#### Lucas 2,14
A versão Almeida Revista e Corrigida traz a versão "paz na terra, boa vontade para com os homens"; Já a Revista e Atualizada diz "paz na terra entre os homens, a quem ele quer bem". Esta última tradução deve ser preferível, uma vez que tanto a evidência documental quanto as considerações técnicas, exegéticas e linguísticas da evidência interna favorecem esta última leitura. Já na versão da Ave Maria diz: "Glória a Deus no mais alto dos céus e na terra paz aos homens, objetos da benevolência (divina)."

#### Lucas 6,4
Nos manuscritos gregos do Códice D, logo após Lucas 6:4, encontra-se um breve episódio que alguns estudioso julgam ser genuíno: "No mesmo dia, ele viu um homem ocupado no trabalho, e era sábado. Então lhe disse: "Homem, se você sabe o que está fazer você é abençoado. Mas, se você não sabe, passa a ser amaldiçoado como transgressor da lei". Presumivelmente, se a pessoa trabalhasse no Shabat (sábado) por razões apropriadas, ou com espírito certo, assim como Jesus havia curado o homem cuja mão era ressequida, tal pessoa não seria culpada de violar a lei do sábado.

#### Lucas 8,26
Alguns manuscritos trazem Gérasa, outros Gádara e ainda outros Gergesa. Visto que Gerasa ficava a mais de 50 quilômetros do lago de Genesaré, o estouro da manada de porcos teria sido muito grande, e a correria muito longa. Alguns escribas cristãos sentiram essa dificuldade e escreveram Gádara em vez de Gérasa, cidade que ficava a apenas alguns quilômetros longe do lago. Seguindo a hipótese de Orígenes, outros escribas cristãos escreveram Gergesa, cidade que ficava à beira do lago. Tudo o que Lucas diz é que Jesus e seus discípulos entraram na região dos gerasenos, e não necessariamente que entraram na cidade de Gérasa.